# Kyle Murphy
Kyle Murphy (Palo Alto, 5 ottobre 1991) è un ciclista su strada statunitense che corre per il team L39ion of Los Angeles. Attivo in formazioni UCI dal 2015, nel 2022 ha vinto il titolo nazionale in linea.

## Palmarès

### Strada
- 2021 (Rally Cycling, due vittorie)

2ª tappa Volta a Portugal (Ponte de Sor > Castelo Branco)
8ª tappa Volta a Portugal (Braganza > Montalegre)
- 2022 (Human Powered Health, una vittoria)

Campionati statunitensi, Prova in linea Elite

### Gravel
- 2023

Vermont Overland

## Piazzamenti

### Competizioni mondiali
- Campionati del mondo

Richmond 2015 - Cronosquadre: 25º
Wollongong 2022 - In linea Elite: ritirato